# Hermann Josef Russe

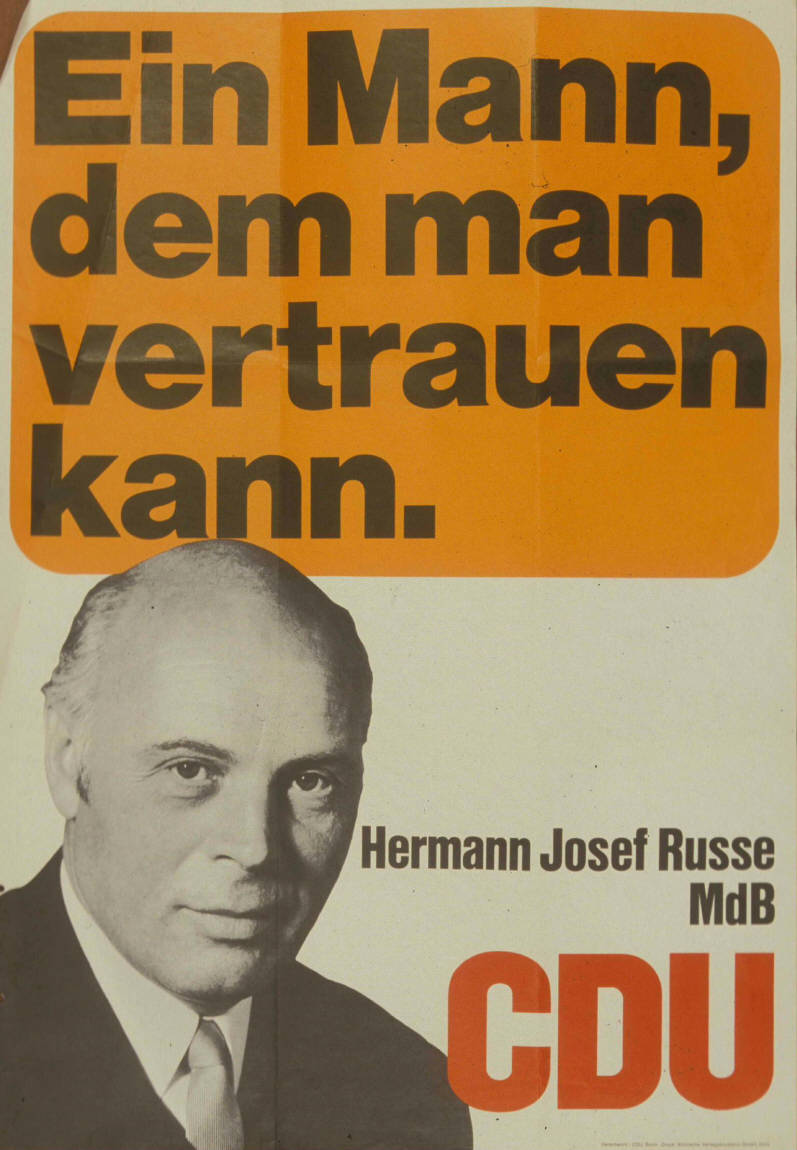
Kandidatenplakat zur Bundestagswahl 1969

Hermann Josef Russe (* 17. September 1922 in Bochum; † 18. Februar 2008 in Hürth) war ein deutscher Volkswirt und Politiker (CDU). Er war von 1965 bis 1980 Mitglied des Deutschen Bundestages.

## Leben und Beruf
Nach dem Besuch der Volksschule und dem Abitur 1941 am Staatlichen Gymnasium wurde Russe zur Wehrmacht eingezogen und nahm anschließend bis 1945 als Soldat am Zweiten Weltkrieg teil. Nach dem Kriegsende arbeitete er im Bergbau unter Tage. Er nahm 1948 ein Studium der Rechtswissenschaften und der Wirtschafts- und Sozialwissenschaften an der Universität zu Köln auf, das er mit der Prüfung als Diplom-Volkswirt abschloss. Während der Semesterferien und nach dem Staatsexamen war er für insgesamt zwei Jahre als Rechtsschutz- und Sozialsekretär beim DGB in Nordrhein-Westfalen tätig. Dem DGB hatte er sich bereits 1948 angeschlossen; er war Mitglied der IG Bergbau und Energie. Russe war ferner Mitglied der katholischen Studentenkorporation Sevia Köln im KV.
Russe wirkte von 1950 bis 1955 als Dozent am DGB-Gewerkschaftsseminar Bochum für Volkswirtschaftslehre und Arbeitsrecht. Er arbeitete ab Oktober 1952 als Bildungsreferent bei den CDA-Sozialausschüssen, fungierte von 1963 bis 1966 als deren Hauptgeschäftsführer und war später deren Schatzmeister. Von Januar 1966 bis 1985 war Russe Vorstandsmitglied der VEBA AG. Des Weiteren war er Vorsitzender des Aufsichtsrates der VEBA Wohnungsbaugesellschaft Gladbeck-Brauck, der Westfälischen Wohnstätten AG Bochum und der Gemeinnützigen Wohnungsbaugesellschaft Datteln. Den Aufsichtsräten der Hugo Stinnes AG, des HDI sowie der Entwicklungsgesellschaft Wulfen gehörte er als Mitglied an.

## Politik
Russe beantragte am 19. April 1940 die Aufnahme in die NSDAP und wurde zum 1. September desselben Jahres aufgenommen (Mitgliedsnummer 7.720.711). Nach dem Kriegsende zählte er zu den Gründern der CDU und der Jungen Union in Bochum. Er leistete ab 1945 Mitarbeit in den CDA-Sozialausschüssen und wurde 1946 Sprecher der JU Bochum. Später war er Mitglied des CDU-Bundesvorstandes und stellvertretender Vorsitzender des Bundeswirtschaftsausschusses der Christdemokraten. 1976–1977 war er Vorsitzender des CDU-Kreisverbandes Recklinghausen, zudem bis 1979 Vorsitzender des CDU-Stadtverbandes Recklinghausen.
Europapolitisch war er von 1958 bis 1966 als DGB-Vertreter Mitglied im Wirtschafts- und Sozialausschuss der EWG und der EURATOM.
Russe gehörte dem Deutschen Bundestag von 1965 bis 1980 an. Er war stets über die CDU-Landesliste Nordrhein-Westfalen ins Parlament eingezogen. Im Bundestag war er von 1965 bis 1969 Mitglied des Ausschusses für Wirtschafts- und Mittelstandsfragen, danach bis 1980 Mitglied des Ausschusses für Wirtschaft.